# Ossobuco

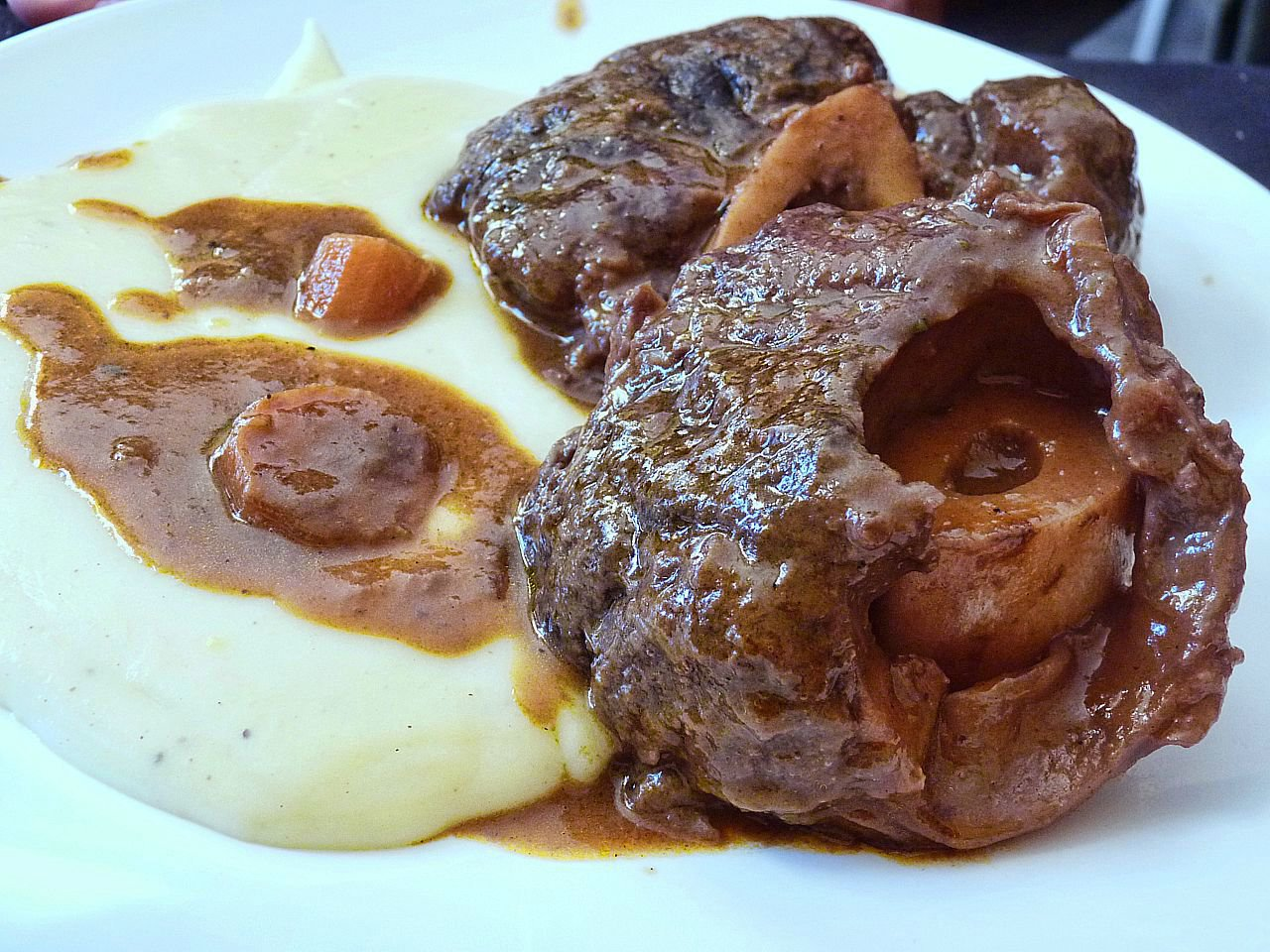

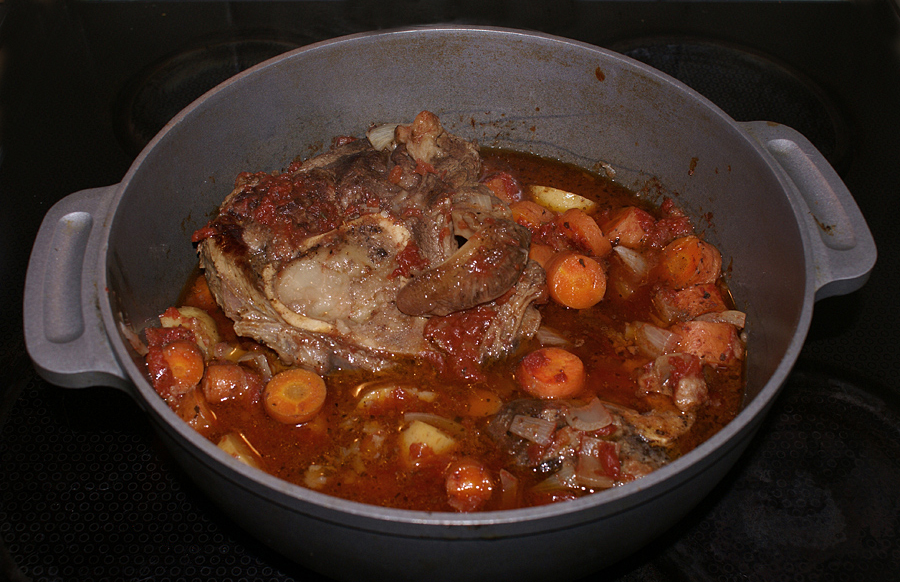
Chambaril

O Chambaril ou osso-buco é um prato tradicional italiano da região da Lombardia, em especial da cidade de Milão. 
O nome deste chambão de vitela à italiana significa literalmente "Osso (com) buraco". A explicação desta designação é simples: no norte da Itália (região da Lombardia) o chambão de vitela é cortado em rodelas juntamente com os ossos. Cada rodela tem no centro um bocado de osso em forma de tubo. No "buraco" encontra-se o tutano que não deve ser retirado. As rodelas do chambão são passadas por farinha e depois fritas em azeite (ou óleo ou manteiga). 
Para confeccionar este prato são necessários os seguintes ingredientes para além do chambão: farinha, óleo, sal, pimenta, vinho branco, caldo de carne, cravinho, cenoura, alho francês, aipo, raspa de limão, salvia, tomilho, alecrim e concentrado de tomate.